# Voie engins
Une voie engins est une voie utilisable par les engins de secours, notamment les échelles pivotantes automatiques, fourgons de commandement, fourgons pompe-tonne (FPT, engins d'incendie), pour l'accès à un établissement. Elle est la dénomination spécifique, notamment en France, des voies d'accès aménagées demandées pour l'accès des secours pour les bâtiments d'habitations des 3ème famille A & B et 4ème famille,  les Établissements Recevant du Public (ERP), les Bâtiments à Usage Professionnel(BUP) ou Etablissement recevant des Travailleurs(ERT), ainsi que les Immeubles de Grande Hauteur (IGH).
Dans la règlementation française, elle est d'une largeur minimale utilisable (bande roulante hors stationnements) de 3 mètres (3,50 m pour les IGH), d'une hauteur libre de 3,5 mètres et d'une pente inférieure à 15 % ; dans les courbes, le rayon intérieur doit être d'au moins 11 m, avec une surlargeur S dépendant du rayon (S = 15/R). ceci excluant évidemment les places de stationnement. La chaussée doit résister à une charge de 160 kN (16 t), avec un maximum de 90 kN (9 t) par essieu, les essieux étant séparés de 3,6 m. La chaussée doit avoir une résistance au poinçonnement de 80N/cm2, sur une surface de 0,20 m2.